# Макаровський сільський округ
Мака́ровський сільський округ (каз. Макаров ауылдық округі, рос. Макаровский сельский округ) — адміністративна одиниця у складі Байтерецького району Західноказахстанської області Казахстану. Адміністративний центр — село Макарово.
Населення — 1697 осіб (2021; 1654 у 2009, 1669 у 1999, 1743 у 1989).
Станом на 1989 рік існувала Макаровська сільська рада (села Красний Урал, Макарово, Мирне, Садове, Чувашинське) колишнього Приурального району, село Факел перебувало у складі Фурмановської сільської ради. Пізніше села Красний Урал та Чувашинське утворили окремий Чувашинський сільський округ. 2013 року село Факел Достицького сільського округу було передано до складу Макаровського сільського округу.

## Склад
До складу округу входять такі населені пункти:
| Населений пункт | Старі назви | Населення, осіб (1989) | Населення, осіб (1999) | Населення, осіб (2009) | Населення, осіб (2021) |
| --------------- | ----------- | ---------------------- | ---------------------- | ---------------------- | ---------------------- |
| Жалин, село     | Факел       | 345                    | 356                    | 326                    | 319                    |
| Макарово, село  | -           | 838                    | 775                    | 777                    | 765                    |
| Мирне, село     | Петрово     | 337                    | 271                    | 204                    | 136                    |
| Садове, село    | -           | 223                    | 267                    | 347                    | 477                    |